# Nifelheim
Nifelheim ist eine schwedische Black-Metal-Band.

## Geschichte

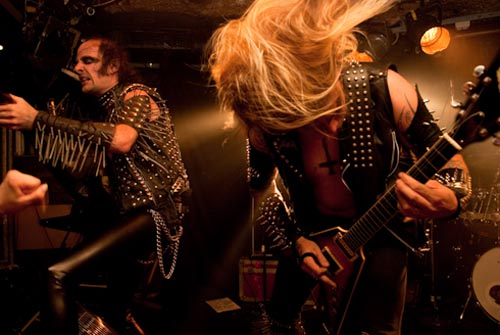
Nifelheim 2009 auf dem Hole in the Sky Festival

Die Band wurde 1990 von Demon und den Zwillingen Erik „Tyrant“ und Per „Hellbutcher“ Gustavsson in Dals Långed in der Gemeinde Bengtsfors gegründet. Kurz darauf schloss sich ihnen der Gitarrist Morbid Slaughter an. Zusammen spielten sie 1992/1993 ihre erste Demoaufnahme Unholy Death ein, die bei der Fachpresse sehr positiv aufgenommen wurde, und der Band mehrere Angebote von Plattenlabeln brachte. Ihre ersten zwei Alben veröffentlichten sie 1994, kurz nach dem Rauswurf von Morbid Slaughter, und 1997 auf Necropolis Records. Bei beiden Alben spielten Jon Nödtveidt und John Zwetsloot von Dissection die Gitarren ein.
1996 nahm die Band mit Gastsänger Goat (ex-Satanized) das Vulcano-Cover Witches Sabbat für den zweiten Teil der Split-EP-Reihe Headbangers Against Disco auf, auf dem auch Usurper und Unpure vertreten waren, und das Lied Hellish Blasphemy für den Film Gummo; das Stück wurde für Nifelheims zweites Album Devil's Force neu aufgenommen, bei dem Zwetsloot und Nödtveidt erneut aushalfen.
Im August 2000 wurde das dritte Album, Servants of Darkness, über Black Sun Records veröffentlicht, und die Band trat beim 2Heavy4You Festival erstmals live auf. Im selben Jahr erschien die EP Unholy Death bei Primitive Art Records. Diese konnte nur über die Band selbst bezogen werden. Ein Teil der Auflage wurde vor dem Verkauf mit Menschen- oder Ziegenblut beschmiert. In den folgenden Jahren wurde eine Best-Of- und zwei Split-Veröffentlichungen herausgebracht. Zudem fanden zahlreiche Auftritte und Touren, teils auch als Headliner, in ganz Europa statt. Am 19. November 2007 erschien das neue Album Envoy of Lucifer. Ein weiteres Album liegt fertig aufgenommen beim schwedischen Label TFP Records, Unstimmigkeiten zwischen den Gustavsson-Brüdern über den Mix verhinderten bisher die Veröffentlichung. Laut Per „Hellbutcher“ Gustavsson ist es derzeit nicht vorstellbar, dass die Band wieder auftritt. Mit seinem eigenen Projekt Hellbutcher veröffentlichte er im Jahr 2024 ein Album.

## Stil
Der Stil Nifelheims grenzt sich von dem anderer Bands insofern ab, als dass er von modernen Strömungen unbeeinflusst bleibt und eher nach Bands der 1980er Jahre wie Hellhammer, Bathory oder Venom klingt. Es handelt sich also um reinen sog. Old-school-Black-Metal, was sich neben der musikalischen Anlehnung (insbesondere auf Envoy of Lucifer) auch im Auftreten der Band widerspiegelt, vor allem im Hang zu langen Haaren, Lederkleidung mit einem großen Maß an Nieten, Ketten o. Ä.
Nifelheim spielt extrem düstere Musik, ohne die Absicht, etwas Wohlklingendes zu schaffen.
Die Liedtexte handeln von Themen wie Satanismus, der Hölle, Zerstörung und Tod, Sodomie, Krieg und Diktatur.

## Galerie

Nifelheim, Besetzung live auf dem Party.San 2016
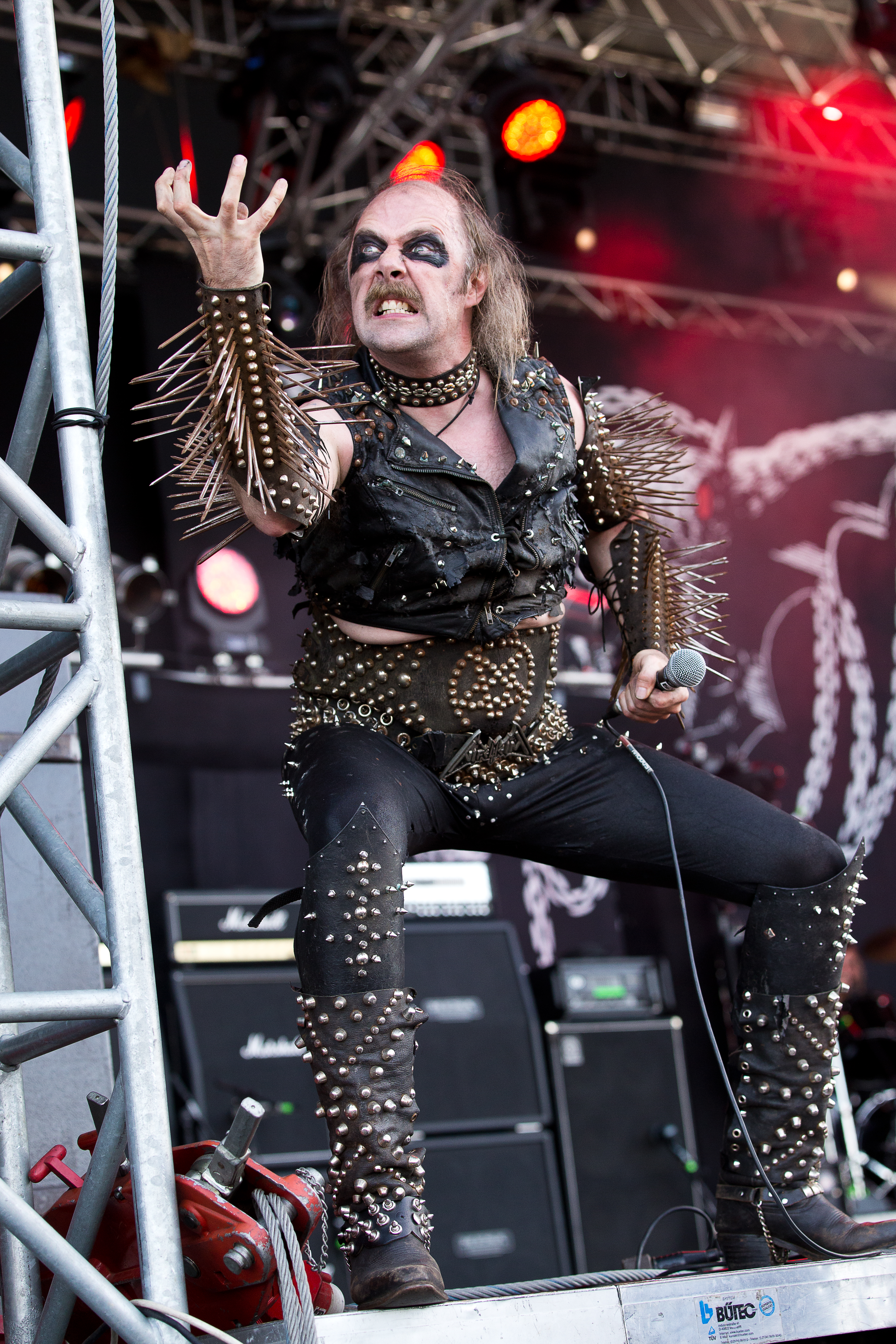
Per Gustavsson (Hellbutcher)
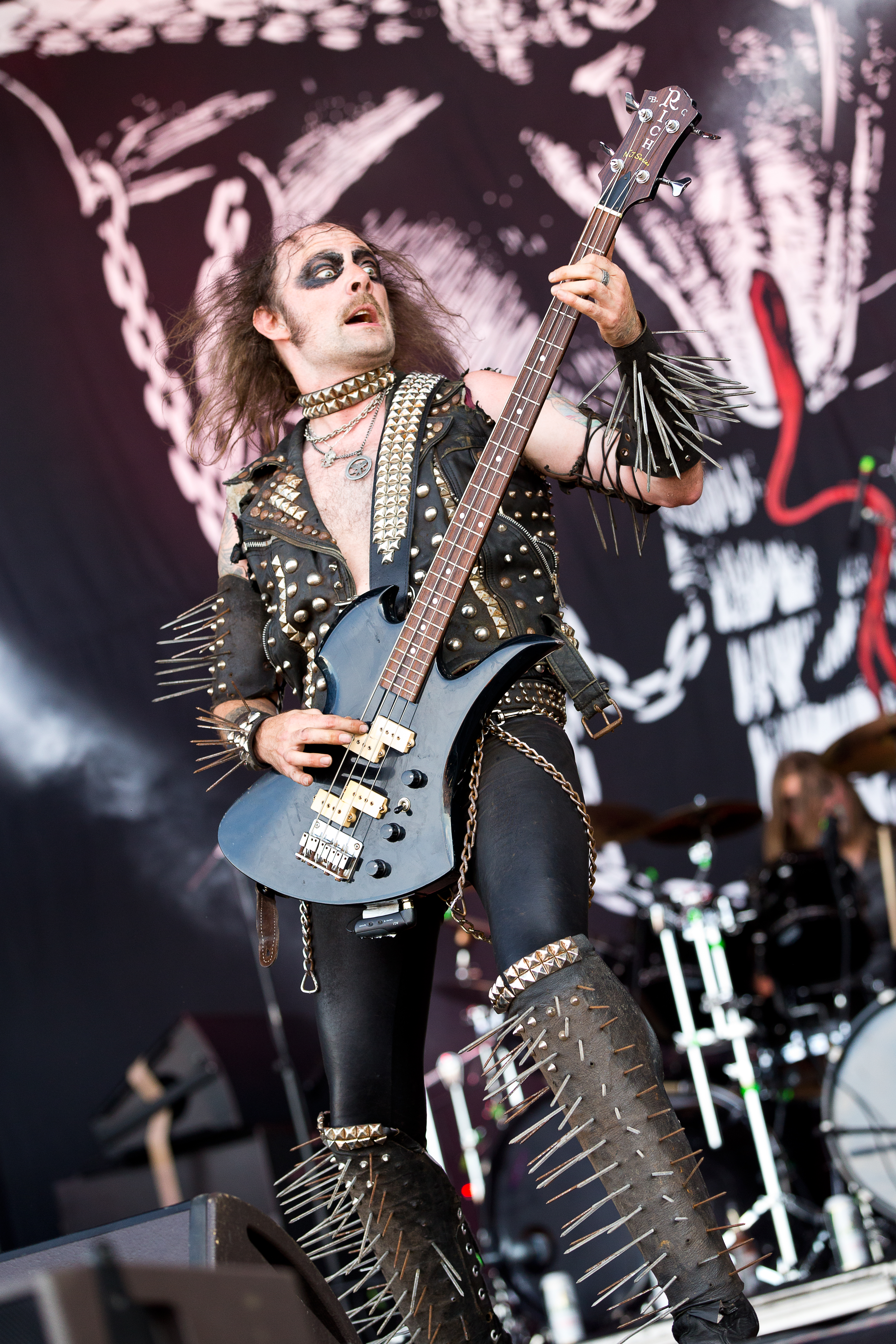
Erik Gustavsson (Tyrant)
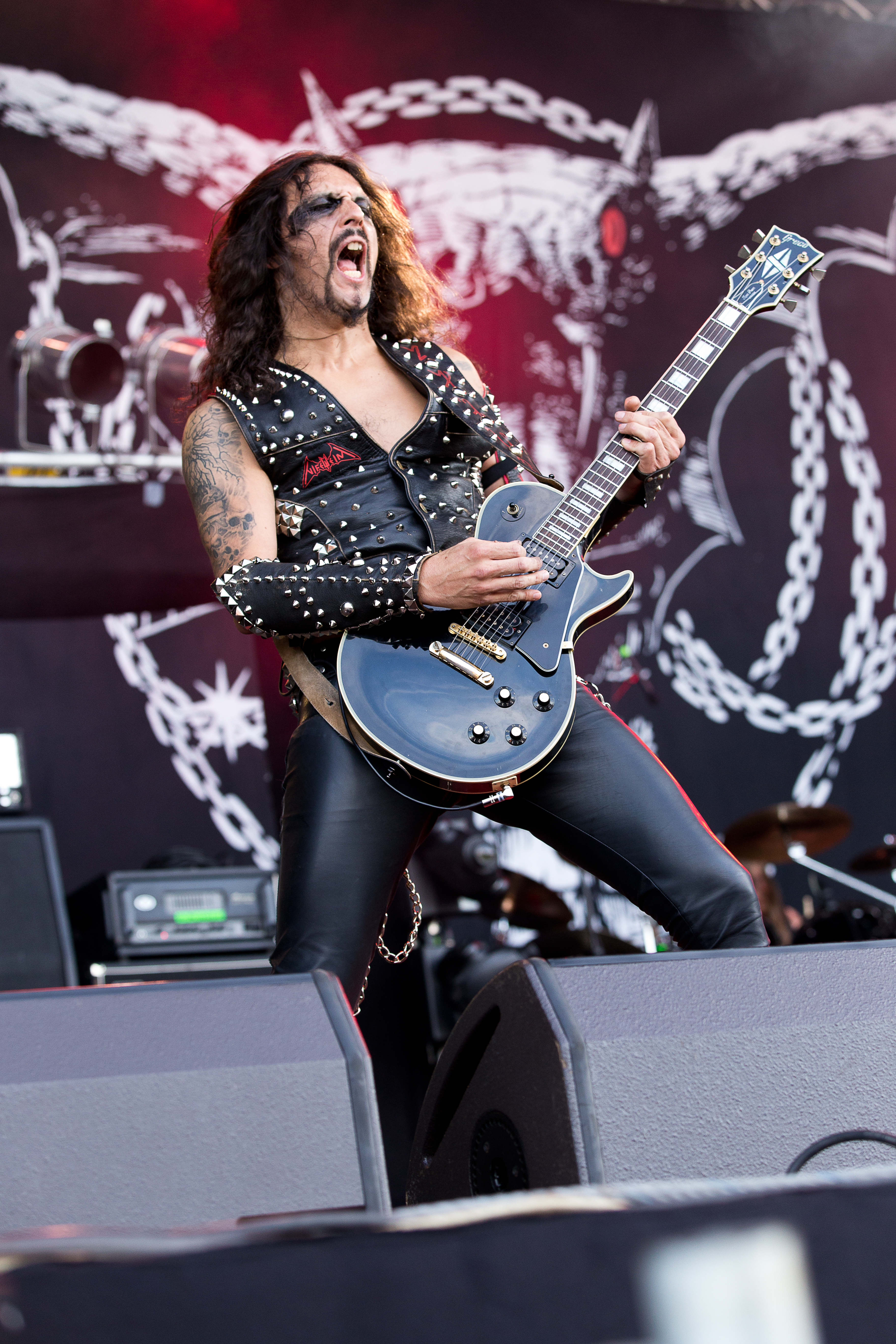
Felipe Plaza Kutzbach (Savage Aggressor)
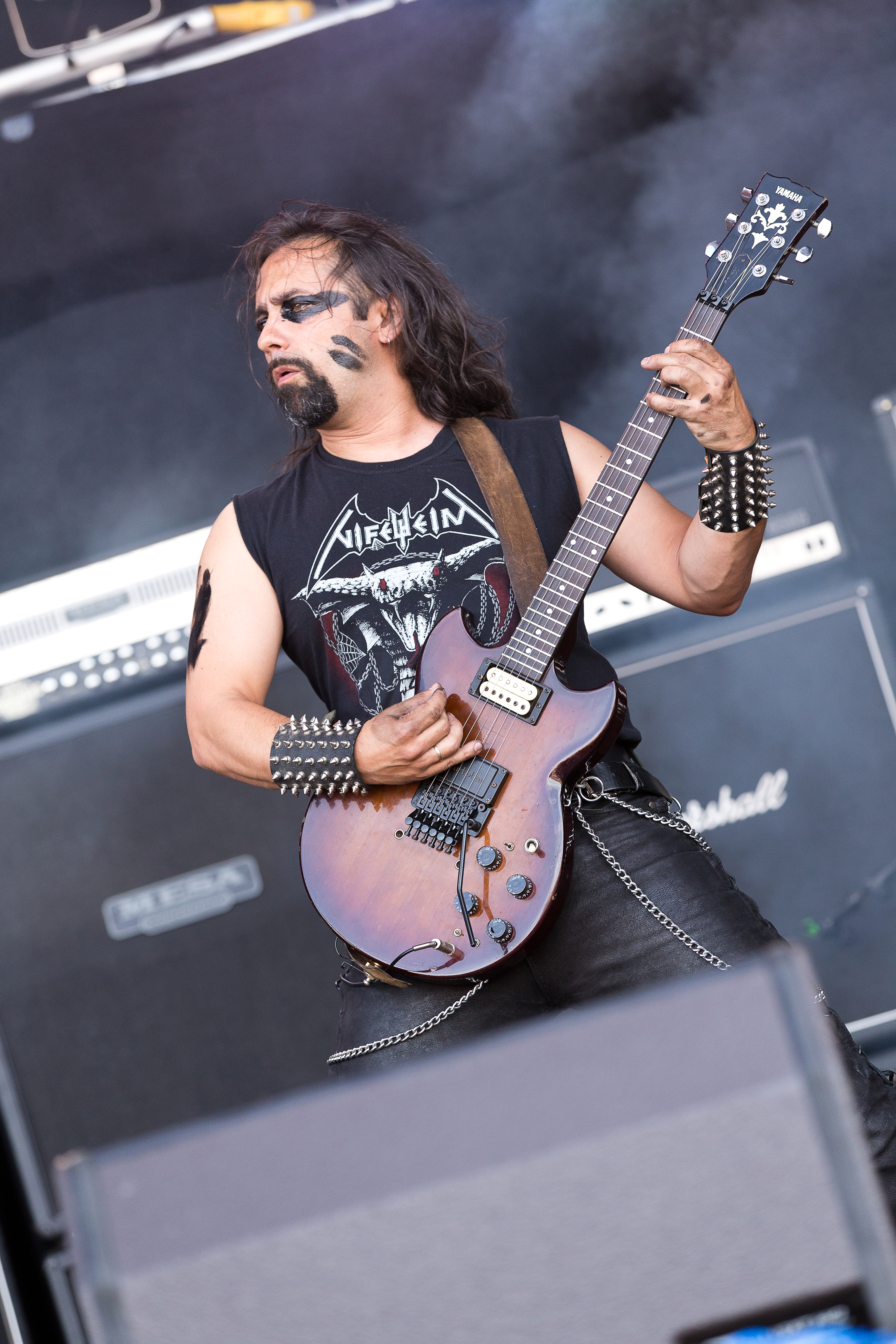
Tamás Buday (Satámas)
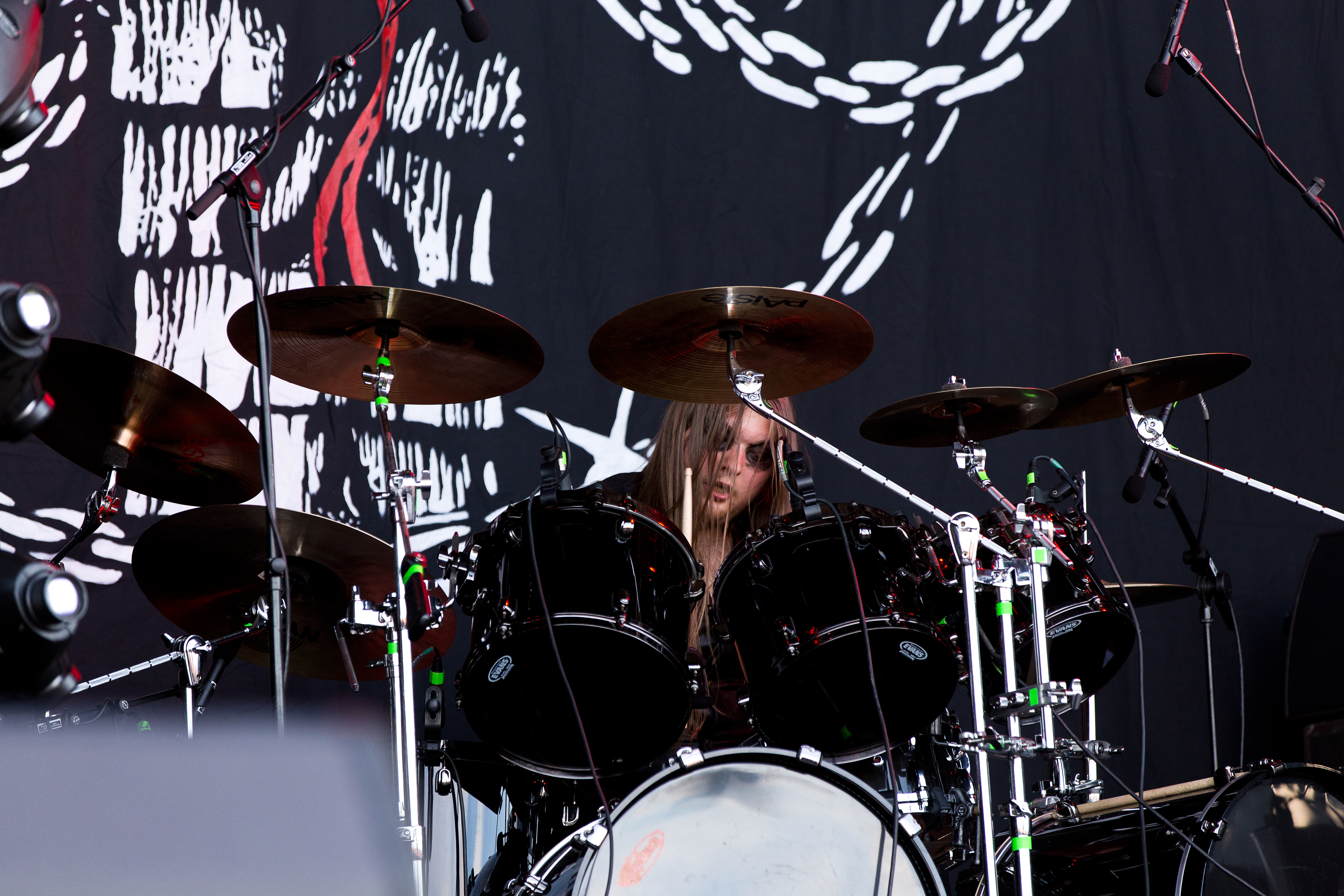
Eric Ljung (Disintegrator)

## Diskografie
- 1993: Unholy Death (Demo)
- 1994: Nifelheim
- 1997: Devil’s Force
- 1997: Headbangers Against Disco Vol. 2 (Split mit Usurper und Unpure)
- 1997: Hellish Blasphemy auf Gummo
- 1998: Die in Fire auf In Conspiracy with Satan – A Tribute to Bathory
- 2000: Servants of Darkness
- 2000: Unholy Death (7"-EP)
- 2003: MCMXC-MMIII: 13 Years
- 2006: Thunder Metal (Split mit Vulcano)
- 2006: Tribute to Slayer Magazine (Split mit Sadistik Exekution)
- 2007: Envoy of Lucifer
- 2014: Satanatas